# Scrophularia henryi
Scrophularia henryi är en flenörtsväxtart som beskrevs av William Botting Hemsley. Scrophularia henryi ingår i släktet flenörter, och familjen flenörtsväxter. Inga underarter finns listade i Catalogue of Life.